# محمد قمی (چهره‌پرداز)
محمد قمی (زاده ۱۲ بهمن ۱۳۴۳ - تهران) چهره‌پرداز و صدابردار اهل ایران است.

## فیلم‌شناسی

### طراح چهره‌پردازی
- این سیب هم برای تو (۱۳۹۳)
- یک سطر واقعیت (۱۳۹۰)
- ایستگاه آخر (اپیزود ملاقات) (۱۳۸۹)
- چسب زخم (اپیزود ملاقات) (۱۳۸۹)
- ملاقات (۱۳۸۹)
- سایه وحشت (۱۳۸۷)
- کیمیا و خاک (۱۳۸۷)
- محاکمه در خیابان (۱۳۸۷)